# Bezeild
Als een punt bereikbaar is zonder overstag te hoeven gaan is het punt bezeild. Als het punt een hogerwal is, is het meestal niet bezeild. Een lagerwal is altijd bezeild.